# Megasema lalle
Megasema lalle là một loài bướm đêm trong họ Noctuidae.